# Luis Reyna
Pour les articles homonymes, voir Reyna.
Luis Alberto Reyna Navarro, né à Huánuco au Pérou le 16 mai 1959, est un footballeur international péruvien qui évoluait au poste de milieu de terrain. Il est actuellement entraîneur.

## Biographie

### Carrière de joueur

#### En club
Luis Reyna connaît seulement deux clubs au cours de sa carrière, le Sporting Cristal où il joue de 1978 à 1984; puis l'Universitario de Deportes où il évolue de 1985 à 1989. Il remporte au total cinq championnats du Pérou, trois avec le Sporting Cristal et deux avec l'Universitario de Deportes (voir palmarès).

#### En sélection
Avec l'équipe du Pérou, il joue 39 matchs entre 1980 et 1989. Il figure dans le groupe des sélectionnés lors de la Coupe du monde de 1982 mais ne joue aucun match lors de cette compétition. Il dispute toutefois trois matchs comptant pour les tours préliminaires de la Coupe du monde, lors des éditions 1986 et 1990. 
Reyna est resté dans les mémoires au Pérou pour son marquage personnel sur Diego Maradona lors de la victoire 1-0 des Péruviens sur l'Argentine, le 23 juin 1985, match comptant pour les éliminatoires au Mondial 1986.
Il participe également aux Copa América de 1983 et de 1987. Au cours de ce dernier tournoi il marque son seul but international, le 27 juin 1987, lors du match d'ouverture face à l'Argentine (1-1).

### Carrière d'entraîneur
Luis Reyna a surtout été l'adjoint de plusieurs personnalités du football péruvien, telles Juan Carlos Oblitas au Sporting Cristal, Roberto Chale à l'Universitario de Deportes ou encore Freddy Ternero en équipe du Pérou. 
Il compte tout de même quelques expériences en tant qu'entraîneur en chef : au Sporting Cristal en 1993 (sous forme d'intérim), au Deportivo Pesquero en 1996, au José Gálvez FBC en 1997, à l'América Cochahuayco en 1999 et à l'Universitario de Deportes en 2004. Au sein de ce dernier club, après un bref intérim, il prend en charge l'équipe entre la 8e et la 24e journée du tournoi de clôture 2004. Il sera remplacé lors des deux dernières journées par Ramón Mifflin.

## Palmarès

### Joueur
| Sporting Cristal - Championnat du Pérou (3) : - Champion : 1979, 1980 et 1983. |  | Universitario de Deportes - Championnat du Pérou (2) : - Champion : 1985 et 1987. - Vice-champion : 1984 et 1988. |

### Entraîneur
América Cochahuayco
- Championnat du Pérou D2 (1) :
  - Champion : 1999[7].